# Bonsucro
Bonsucro é um grupo internacional de governança multissetorial, sem fins lucrativos, estabelecido em 2008 para promover a cana-de-açúcar sustentável. Seu objetivo declarado é "reduzir os impactos ambientais e sociais da produção de cana-de-açúcar, reconhecendo a necessidade de viabilidade econômica". Isso é feito por meio do estabelecimento de padrões de sustentabilidade e da certificação de produtos de cana-de-açúcar, incluindo etanol, açúcar e melaço. Desde 2019, 25% das terras globais plantadas com cana-de-açúcar foram certificadas pela Bonsucro. A Bonsucro tem mais de 500 membros em mais de 40 países ao redor do mundo, incluindo agricultores, moleiros, comerciantes, compradores e organizações de apoio.
O Bonsucro é uma das poucas certificações a ter desenvolvido medidas para emissões de gases de efeito estufa, e, consequentemente, a Comissão Europeia declarou que o padrão Bonsucro pode ser usado para demonstrar a conformidade com a Diretiva de Renováveis da UE (EU RED) ao importar etanol combustível, embora o padrão tenha que ser alterado para cumprir integralmente. Tanto o Bonsucro quanto os padrões estabelecidos pela Mesa Redonda sobre Biomateriais Sustentáveis foram observados como, na prática, expandindo as diretrizes RED da UE para incluir outros fatores, como questões de posse da terra, conforme prescrito pela lei nacional.
O acesso ao mercado da UE foi rotulado como importante pelos formuladores de políticas colombianos e descrito como impulsionador da política nacional do país visando 40% de cana-de-açúcar Bonsucro. No entanto, esse uso da certificação no contexto de biocombustíveis tem causado preocupação com as consequências da intensificação na Colômbia, embora em novembro de 2014 nenhuma usina ainda tivesse obtido a certificação no país. O primeiro etanol combustível certificado pela Bonsucro, do Brasil, foi importado pela primeira vez para a Europa através do Porto de Roterdã em 2012.